# Scolopendra arborea
Scolopendra arborea är en mångfotingart som beskrevs av Lewis 1982. Scolopendra arborea ingår i släktet Scolopendra och familjen Scolopendridae. Inga underarter finns listade i Catalogue of Life.